# Eucamptopus coronatus
Eucamptopus coronatus là một loài nhện trong họ Pisauridae.
Loài này thuộc chi Eucamptopus. Eucamptopus coronatus được Mary Agard Pocock miêu tả năm 1900.